# Роуз-Гіллс (Каліфорнія)
Роуз-Гіллс (англ. Rose Hills) — переписна місцевість (CDP) в США, в окрузі Лос-Анджелес штату Каліфорнія. Населення — 2927 осіб (2020).

## Географія
Роуз-Гіллс розташований за координатами 34°0′33″ пн. ш. 118°2′31″ зх. д. / 34.00917° пн. ш. 118.04194° зх. д. (34.009060, -118.041860).  За даними Бюро перепису населення США в 2010 році переписна місцевість мала площу 1,14 км², уся площа — суходіл.

## Демографія
Згідно з переписом 2010 року, у переписній місцевості мешкали 2803 особи в 1016 домогосподарствах у складі 753 родин. Густота населення становила 2466 осіб/км².  Було 1051 помешкання (925/км²).
Расовий склад населення:
| - 56,1 % — білих - 15,7 % — азіатів - 1,9 % — чорних або афроамериканців - 0,3 % — корінних американців - 16,8 % — осіб інших рас |

До двох чи більше рас належало 9,1 %. Частка іспаномовних становила 58,8 % від усіх жителів.
За віковим діапазоном населення розподілялося таким чином: 19,3 % — особи молодші 18 років, 67,3 % — особи у віці 18—64 років, 13,4 % — особи у віці 65 років та старші. Медіана віку мешканця становила 41,7 року. На 100 осіб жіночої статі у переписній місцевості припадало 92,5 чоловіків;  на 100 жінок у віці від 18 років та старших — 89,7 чоловіків також старших 18 років.
Середній дохід на одне домашнє господарство  становив 138 305 доларів США (медіана — 105 174), а середній дохід на одну сім'ю — 153 130 доларів (медіана — 118 194). Медіана доходів становила 81 250 доларів для чоловіків та 59 867 доларів для жінок. За межею бідності перебувало 11,5 % осіб, у тому числі 11,3 % дітей у віці до 18 років та 10,0 % осіб у віці 65 років та старших.
Цивільне працевлаштоване населення становило 1672 особи. Основні галузі зайнятості: освіта, охорона здоров'я та соціальна допомога — 24,5 %, публічна адміністрація — 10,8 %, виробництво — 10,8 %.